# تيري بيترسون
تيري بيترسون (بالإنجليزية: Teri Peterson)‏ هي بلاي ميت وممثلة أمريكية، ولدت في 6 نوفمبر 1959 في سانتا مونيكا في الولايات المتحدة.

## وصلات خارجية
- تيري بيترسون على موقع IMDb (الإنجليزية)